# Cantonigròs
Cantonigròs és una entitat de població del municipi de l'Esquirol a la comarca d'Osona. En el cens de 2005 tenia 336 habitants.
El poble és conegut per haver celebrat el Concurs Parroquial de Poesia de Cantonigròs, un dels primers festivals poètics en català després de la Guerra Civil, el Festival Poètic de Cantonigròs. Des de 1983 celebra un festival de música coral d'arreu del món, el Festival Internacional de Música de Cantonigròs, que des de 2012 té lloc a Vic.
El topònim té l'origen en el mas de can Toni Gros, del 1565, renom d'Antoni Prat. Popularment s'anomena Cantoni.

## Llocs d'interès
- Alberg Santa Maria del Roure.[3]
- La Foradada

## Persones
- Ramon Oliu (1923-2005), enginyer i fundador de la Marató de Barcelona
- Teresa Clota i Pallàs, professora de llengua i literatura catalanes.